# Gato abissínio
Abissínios são gatos de origem etíope, tímidos e discretos, de miado baixo que se assemelha ao som de um sino e que pesa cerca de 4 a 7,5kg. O seu nome provém da Abissínia (hoje a Etiópia), o império do qual se supôs inicialmente ter origem esta raça. Estudos mais recentes colocam as suas origens na costa do Egito.

## Características físicas
Suas orelhas são grandes, largas na base e com extremidades levemente arredondadas, moderadamente pontiagudas, bastante espaçadas, posicionadas em estado de alerta; apresenta-se cobertas de pelos curtos e acamados. É possível a presença de uma marca nas costas da orelha ("marca selvagem" ou "marca de polegar") como penachos nas extremidades.  De olhos grandes e amendoados, realçados por um fino traço e escuro da cor de base, por sua vez, orlado por uma coloração mais clara. Brilhantes, expressivos, com uma cor pura que pode variar a amarelo ouro, verde e âmbar. Sua pelagem é densa, que pode ser de pelo curto ou médio na coluna dorsal. Pelagem caracterizada por um ticking (duas ou três faixas de cor, alternando o claro e o escuro em cada pelo e com a extremidade escura).  Entre as cores reconhecidas, podemos citar o azul, sorrel, fawn, vermelho e prateado. Seu corpo é de tamanho médio, com aspecto firme e musculoso, caixa torácica arredondada e dorso ligeiramente arqueado. Patas compridas, retas, finas e bastante musculosa e com pés pequenos.

## Temperamento
Um gato muito ativo, extrovertido, brincalhão, extremamente curioso e equilibrado. De forte personalidade, é bastante independente embora sociável, afetuoso, meigo e sensível, necessitando de atenção, detesta a solidão. A devoção ao dono é apenas a ele, muito comunicativo e com miados discretos. Essa raça atlética e caçadora necessita de exercício e de espaço, sendo aconselhado um jardim cercado. Sua higiene e cuidados é facil, necessitando apenas penteá-lo e escová-lo uma vez por semana.

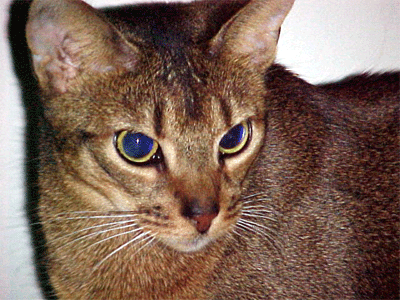
Gato abissínio.

## História
O abissínio pertence a uma das mais antigas raças felinas, embora a sua verdadeira origem seja ainda um mistério. Talvez seja originário da Etiópia, antiga Abissínia, razão do seu nome. Devido sua semelhança com o gato Sagrado do Antigo Egito, diz a lenda que este animal teria nascido nas margens do rio Nilo. Conta-se que Ramessés II teria pedido ao rei da Abissínia um grupo de gatos que levou para o Egito. Além disso, pode ser observado gatos com uma pelagem semelhante à do Abissínio na África, Europa e Ásia. O primeiro gato Abissínio foi trazido da Etiópia por Robert Napier, tendo chegado à Grã-Bretanha em 1868. Designado com o nome Zula, foi exposto em 1871 no Crystal Palace de Londres. A partir de 1874 começa a ser o tema de um estudo científico realizado por G. Stables. A raça, reconhecida na Inglaterra em 1882, foi fixada e apurada através de cruzamentos com o British Shorthair. O Abissínio foi reconhecido pela C.F.A. Em 1926, foi criado o Abyssian Cat Club. Na sequência das duas Guerras Mundiais e da epidemia da leucemia felina, ocorrida entre 1960 e 1970, a raça quase desapareceu. Atualmente, o Abissínio faz parte das mais conhecidas e apreciadas raças de pelo curto.